# Trichesthes macrocerus
Trichesthes macrocerus är en skalbaggsart som beskrevs av Bates 1888. Trichesthes macrocerus ingår i släktet Trichesthes och familjen Melolonthidae. Inga underarter finns listade i Catalogue of Life.